# Leen Potappel
Leendert Johannes (Leen) Potappel (Stavenisse, 27 maart 1882 – aldaar, 1 februari 1953) was een Nederlandse ouderling binnen de Oud-Gereformeerde Gemeente in Stavenisse. Hoewel hij geen predikant was, had hij groot gezag in dit kerkgenootschap.

## Biografie

### Jeugd
Leen Potappel werd geboren als zoon van Marinus Potappel en Johanna Suurland. Als kind stond hij bekend als melancholiek, teruggetrokken en stil. Vanaf zijn kleutertijd tobde hij met diverse geloofsvragen. Op twaalfjarige leeftijd durfde hij te stellen dat hij de waarheid van het geloof had ingesloten in zijn hart en behouden was, iets wat op een zo jeugdige leeftijd voor bevindelijk-gereformeerde kringen uitzonderlijk is. Kort na deze bekering overleed zijn moeder, waarna hij deels werd opgevoed door zijn grootmoeder. Potappel werd vervolgens op jonge leeftijd ouderling van de Oud-Gereformeerde Gemeente in Stavenisse.

### Anekdotes
Potappel groeide, door zijn bijzondere en sobere levensstijl, uit tot een bekend figuur op Tholen, maar ook binnen het bevindelijk deel van kerkelijk Nederland. Hij stond bekend om zijn grote bescheidenheid. Ondanks het feit dat hij uitgroeide tot een bekende, aansprekende figuur, heeft hij altijd voorkomen dat er zaken als straten en school naar hem vernoemd zouden worden. Een anekdote rond hem geeft aan dat de kerkelijke gemeente in 1936, als dank voor zijn bewezen werk, zijn naam had laten inbeitelen in de eerste steen van de nieuw te bouwen kerk van Stavenisse. Potappel stond erop dat deze steen niet gelegd zou worden. Als compromis is er vervolgens een nieuwe eerste steen gemaakt waarin enkel zijn initialen, L.J. P. Mzn., stonden.
In eerste instantie wees Potappel het gebruik van auto's af. Later is hij hierop teruggekomen.
Een andere anekdote vertelt dat Potappel de Watersnood van 1953 zou hebben voorspeld, tijdens een preek de zondag voor de ramp. Deze anekdote blijkt echter niet te kloppen. Het was zijn mede-ouderling Johannes Willem Slager, die op de zondagavond voor de ramp een biddagpreek van Bernardus Smytegelt over Psalm 119:120 voorlas, waarin werd gesproken dat God de dijken kon doen doorbreken. Deze preken werden echter vaker gebruikt in de kerk van Potappel.

### Overlijden
Potappel is nooit getrouwd, wel woonden zijn zuster en haar gezin bij hem in. Tijdens de Watersnood van 1953 werd het huis, waarin Potappel zich met zijn zus en haar gezin verschanst had, verwoest. Op 10 februari 1953 werd zijn lichaam gevonden. Hij werd aanvankelijk begraven in Bergen op Zoom, maar later herbegraven in een massagraf in Stavenisse. Op het oude kerkhof staat een eenvoudige gedenksteen met daarop de naam van Potappel en van diens nichtje, dat ook omkwam bij de ramp.
Potappel spreekt velen nog steeds tot de verbeelding. De SGP heeft Potappel een tijdlang als voorbeeld gebruikt tijdens hun politieke campagnes. Na Potappels dood verschenen er ook verschillende biografieën over hem. Daarnaast gaf boekhandel Den Hertog uit Houten een briefwisseling tussen Potappel en Krijn van Gorsel, geschreven in de Tale Kanaäns, uit. In 2002 schreef Coby Visser-Sluiter het jeugdboek Een jongen uit Stavenisse, dat vertelt over de jeugdjaren van Potappel.

## Publicaties (postuum)
- J.W. Slager, Uit het leven van Leendert J. Potappel (27 maart 1882 - 1 Februari 1953), voorganger van de Oud-Geref. Gemeente van Stavenisse (Dordrecht: J.P. van den Tol, [1956]) bevat ook enkele brieven van Potappel
- A.J. Smits (red.), Brieven van L. J. Potappel te Stavenisse geschreven in zijn diensttijd (1902-1904) (Dordrecht: J.P. van den Tol, [1963])
- Johannes van der Poel, "Ten tijde des ouderdoms". Bundel predikaties, meditaties, overdenkingen en brieven van Leen Potappel ter gelegenheid van zĳn zeventigste verjaardag, welke hij op 26 april 1979 mocht gedenken (Veenendaal: Kool, 1980)
- A.J. Smits, Levensbeschrijving en brieven van L.J. Potappel, in leven ouderling van de Oud Gereformeerde Gemeente te Stavenisse (Houten: Den Hertog, 1984)
- D. Roozemond (red.), Banden des geloofs. Nieuwe brieven aan Krijn van Gorsel (Kampen: De Groot Goudriaan, 1998)